# Кружок любителей западноевропейской литературы
Кружок любителей западноевропейской литературы — кружок, организованный в феврале 1894 года учениками профессора Н. И. Стороженко, студентами Московского университета. Цель его была сформулирована так: «совместная разработка вопросов западно-европейской литературы» и «ознакомление русской публики с произведениями западно-европейских писателей». Заседания кружка проходили на квартирах его членов; на его заседаниях обсуждались сочинения и рефераты, подготовленные участниками. Члены кружка после окончания Университета своими работами внесли существенный вклад в развитие российской науки о литературе и в воспитание многих поколений литературоведов. Последнее заседание кружка должно было состояться 29 ноября 1894 года.

## История создания кружка
Мысль о создании кружка любителей западноевропейской литературы впервые была высказана 2 февраля 1894 года на праздновании 35-летнего юбилея научной деятельности профессора университета Стороженко Н. И., на котором присутствовали ученые, артисты, сотрудники издательств, известные литераторы и студенты — ученики профессора. Первое заседание проходило 5 февраля. Присутствовали студенты: третьего курса Александр Антонович Курсинский и Константин Антонович Хлобовский, с четвёртого курса — Владимир Максимович Фриче, со второго курса Александр Николаевич Шингарев и Владимир Михайлович Шулятиков. Заседание было посвящено организационным вопросам. Секретарём кружка избрали Курсинского, на которого возложили ведение протоколов. Устав кружка принят 11 апреля 1894 года.
Создание кружка было непростой задачей, свидетельствует запись Курсинского о начальном этапе становления кружка: «Нас было очень мало, и в прошлом почти у каждого из нас в памяти уже было горькое воспоминание о печальном исходе подобных начинаний. Но отчасти в этом была причина успеха, надеждой на который мы ласкали своё воображение. Если прежде благородная инициатива каждого из нас встречала непонимание окружающих, то теперь в соединении нескольких таких инициаторов заключалась гарантия если не расширения и процветания, то, по крайней мере, реального существования кружка. Не следует думать, что это существование было достигнуто легко и без потерь. Уже ко второму собранию один из членов кружка просил считать себя выбывшим».
После прекращения работы кружка Шулятиков, Фриче, Коган, Курсинский, Брюсов и другие посещали библиографический кружок, существовавший при университете с 1892 года.

## Состав кружка
Члены-учредители кружка
- Фриче Владимир Максимович (с 5 февраля) (Академик АН СССР (1929)).
- Шулятиков Владимир Михайлович (с 5 февраля)
- Курсинский Александр Антонович (с 5 февраля)
- Хлебовский Константин Антонович (с 5 февраля)
- Коган Пётр Семёнович (с 13 февраля) (после 1917 года — Профессор МГУ. Президент Государственной академии художественных наук, сотрудник Литературной энциклопедии.)
- Попов Сергей Николаевич (с 5 марта)
- Лазурский Владимир Фёдорович (с 14 марта)
- Долгинцев Василий Фёдорович (с 28 марта)
- Бальмонт Константин Дмитриевич (с 30 марта)
- Филиппов Александр Фролович (с 4 апреля)
- Брюхатов Лев Дмитриевич (с 4 апреля)
- Веселовский Юрий Алексеевич (с 4 апреля)
- Самыгин Михаил Владимирович (с 10 апреля)
- Ухов Фёдор Акимович (с 10 апреля)
- Рождественский Пётр Андреевич (с 10 апреля)

Действительные члены кружка
- Ланг Александр Андреевич (с 21 сентября)
- Иловайский Михаил Андреевич (с 21 сентября)
- Брюсов Валерий Яковлевич (с 21 сентября)
- Чумаков Ав Назарович (с 21 сентября)
- Мендельсон Николай Михайлович (с 21 сентября) (15.02.1872, Иркутск — 16.02.1934, Москва)
- Назаревский Александр Владимирович (с 21 сентября)
- Чернышов (с 21 сентября)
- Иванов Михаил Владимирович (с 29 сентября)
- Наконечный Ил Владимирович (с 10 октября)

## Темы рефератов членов кружка
- Рефераты, прочитанные в весеннем семестре
- Курсинский А. А. реферат — «Мнение Лессинга о трагедии Корнеля „Родогюна, (принцесса Парфянская)“»
- Фриче В. М. реферат — «Käthchen von Heilbronn»
- Коган П. С. реферат — «Ифигения в Тавриде» (Еврипид и Гёте)
- Фриче В. М. реферат — «Шопенгауэр и Гартман о трагедии»
- Фриче В. М. реферат — «Чувство любви в эпоху возрождения»
- Фриче В. М. реферат -
- Курсинский А. А. реферат — «Чувство любви и взгляд на женщин Байрона»
- Шулятиков В. М. реферат — «Религиозный скептицизм у Байрона»
- Коган П. С. реферат — «Дон Жуан Байрона»
- Долгинцев реферат — «Жизнь и деятельность Шелли»
- Шулятиков В. М. перевод — «Прибаньес (и Оканский командор) трагедия Лопе де Вега»
- Курсинский А. А. перевод — «2-а стихотворения Лонгфелло» (Генри Уодсуорт Лонгфелло (Longfellow) (27.2.1807, Портленд, штат Мэн, — 24.3.1882, Кембридж, штат Массачусетс), американский поэт.) http://www.c-cafe.ru/days/bio/6/063.php
- Рефераты, прочитанные в осенний семестр
- Фриче В. М. реферат — «Что такое романтическая любовь»
- Бальмонт К.Д перевод — «3-и стихотворения Эдгара По»
- Шулятиков В. М. реферат — «Роль женщины и дьявола в новеллах средневекового монаха»
- Брюсов В перевод — «3-и стихотворения Поля Варлена»
- Владиславлев — «Гамлет и Донжуан»
- Долгинцев
- Фриче В. М.
- Брюсов В. Я. реферат — «Характеристика Поля Варлена»
- Коган П. С. реферат — «Народность и старина в произведениях немецких романтиков»
- Долгинцев перевод — «3-и стихотворения из Бодлера»
- Брюсов В. Я. «3-и стихотворения из Эредна и Эверса»
- Курсинский А. А. реферат — «Драматические теории П. Корнеля»
- Брюсов В. Я. перевод — «Стихотворения Шульце»

## О кружке, воспоминания его участников
- 7 апреля на квартире Долгинцева состоялся литературно-музыкальный вечер. Приглашённых было около ста человек. Среди присутствовавших были профессора университета Н. И. Стороженко, А. Н. Веселовский, другие преподаватели. В вечере приняли участие молодые тогда артисты Малого театра: Носов, Корсак, Таирова, Федорова, Кедрова.
- В 1927 году московские литераторы отмечали 30-летний юбилей научной деятельности В. М. Фриче. Юбиляр вспомнил и о кружке: «В него входило немало студентов, которые потом стали более или менее известными историками литературы — были среди них и поэты /Брюсов, Бальмонт/ … необходимо отметить товарища, который первый принёс с собой в наш кружок свежий воздух революции и учение Карла Маркса. Для нас его заслуга не подлежит сомнению. Это был В. М. Шулятиков, он, связанный с революционным подпольным движением, явился в наш кружок».